# Intervencija NATO-a u Bosni i Hercegovini
Intervencija NATO-a u Bosni i Hercegovini bila je niz akcija koje je poduzeo NATO, a čiji je deklarirani cilj bio uspostavljanje dugoročnog mira tijekom i nakon rata u Bosni i Hercegovini. NATO-ova intervencija započela je kao uglavnom politička i simbolična, ali se postupno proširila na zračne operacije velikih razmjera i raspoređivanje približno 60.000 vojnika Snaga za provedbu.

## Rano uključivanje i praćenje
Uključivanje NATO-a u rat u BiH i općenito ratove na području bivše Jugoslavije počelo je u veljači 1992. godine, kada je savez izdao izjavu kojom poziva sve zaraćene strane u sukobu da dopuste raspoređivanje mirovnih snaga Ujedinjenih naroda. Iako primarno simbolična, ova je izjava utrla put kasnijim akcijama NATO-a.
Dana 10. srpnja 1992., na sastanku u Helsinkiju, ministri vanjskih poslova NATO-a složili su se pomoći Ujedinjenim narodima u praćenju poštivanja sankcija utvrđenih rezolucijama 713 (1991.) i 757 (1992.) Vijeća sigurnosti Ujedinjenih naroda. To je dovelo do početka operacije Maritime Monitor kod obale Crne Gore, koja je koordinirana s operacijom Zapadnoeuropske unije Sharp Guard u Otrantskom tjesnacu 16. srpnja. Dana 9. listopada 1992. godine Vijeće sigurnosti donijelo je Rezoluciju 781 kojom je uspostavljena zona zabrane leta iznad Bosne i Hercegovine. Kao odgovor, 16. listopada, NATO je proširio svoju misiju u tom području kako bi uključio operaciju Sky Monitor, koja je nadzirala bosanski zračni prostor za letove iz Savezne Republike Jugoslavije.

## Provođenje usklađenosti: 1992.–1993
Dana 16. studenoga 1992. Vijeće sigurnosti izdalo je Rezoluciju 787, koja je pozvala države članice da "zaustave svu unutarnju i izlaznu pomorsku plovidbu kako bi pregledali i provjerili svoj teret" kako bi osigurali poštivanje sankcija. Kao odgovor na ovu rezoluciju, NATO je deaktivirao Maritime Monitor 22. studenog i zamijenio ga operacijom Maritime Guard, prema kojoj su snage NATO-a bile ovlaštene zaustavljati brodove i pregledavati njihov teret. Za razliku od Sky Monitora i Maritime Monitora, ovo je bila prava provedbena misija, a ne samo promatračka.
NATO-va zračna misija također se prebacila s nadzora na provedbu. Vijeće sigurnosti donijelo je Rezoluciju 816, koja je ovlastila države da koriste mjere "kako bi osigurale poštivanje" zone zabrane leta iznad Bosne i Hercegovine. Kao odgovor, 12. travnja 1993., NATO je pokrenuo operaciju Deny Flight koja je imala zadaću provođenja zone zabrane leta, koristeći borbene zrakoplove stacionirane u regiji.
Tijekom 1993. godine uloga NATO snaga u Bosni postupno je rasla. Dana 10. lipnja 1993. NATO i UN su se složili da će zrakoplovi koji djeluju pod Deny Flightom pružati blisku zračnu potporu UNPROFOR- u na zahtjev UN-a. Dana 15. lipnja NATO je integrirao operaciju Maritime Guard i pomorske aktivnosti Zapadnoeuropske unije u regiji u operaciju Sharp Guard i proširio svoju ulogu na veće ovlasti provedbe.

## Rastuća uloga zrakoplovstva: 1994.
Dana 28. veljače 1994. opseg angažmana NATO-a u Bosni dramatično se povećao. U incidentu kod Banje Luke, NATO lovci iz USAF-a, koji su djelovali pod Deny Flightom, oborili su četiri srpska zrakoplova. Ovo je bila prva borbena operacija u povijesti NATO-a i otvorila je vrata za stalno rastuću prisutnost NATO-a u Bosni. U travnju je prisutnost zračnih snaga NATO-a nastavila rasti tijekom srpskog napada na Goražde. Kao odgovor, NATO je 10. travnja 1994. pokrenuo svoju prvu blisku misiju zračne potpore, bombardirajući nekoliko srpskih ciljeva na zahtjev zapovjednika UN-a.

## Operacije 1995. i Operacija Namjerna sila
NATO je nastavio svoje zračne operacije nad Bosnom u prvoj polovici 1995. godine. Tijekom tog razdoblja, američki pilot Scott O'Grady oboren je iznad Bosne raketom zemlja-zrak koju su ispalili vojnici bosanskih Srba. Na kraju je sigurno spašen, ali njegovo obaranje izazvalo je zabrinutost u SAD-u i drugim zemljama NATO-a u vezi NATO-ove zračne nadmoći u Bosni i potaknulo neke pozive na agresivniju akciju NATO-a kako bi se eliminirale srpske protuzračne sposobnosti.

### Srebrenica i Londonska konferencija
U srpnju 1995. godine, bosanski Srbi su započeli napad na grad Srebrenicu, koji je završio smrću približno 8.000 civila u masakru u Srebrenici. Nakon događaja u Srebrenici, 16 nacija sastalo se na Londonskoj konferenciji, koja je počela 21. srpnja 1995., kako bi razmotrili nove mogućnosti za BiH. Kao rezultat konferencije, glavni tajnik UN-a Boutros Boutros-Ghali dao je generalu Bernardu Janvieru, vojnom zapovjedniku UN-a, ovlast da zatraži zračne napade NATO-a bez konzultacija s civilnim dužnosnicima UN-a, kao način da se pojednostavi proces. Kao rezultat konferencije, Sjevernoatlantsko vijeće i UN također su se složili koristiti NATO-ove zračne napade kao odgovor na napade na bilo koje drugo sigurno područje u Bosni. Sudionici konferencije načelno su se složili i s korištenjem velikih zračnih udara NATO-a kao odgovor na buduće agresije Srba.

### Operacija Namjerna sila
Nakon Londonske konferencije, NATO je planirao novu agresivnu zračnu kampanju protiv bosanskih Srba. Dana 28. kolovoza 1995. godine srpske snage ispalile su minobacačku granatu na sarajevsku tržnicu usmrtivši 37 osoba. Admiral Leighton Smith, zapovjednik NATO-a preporučio je da NATO pokrene uzvratne zračne napade u sklopu operacije Namjerna sila. NATO je 30. kolovoza 1995. službeno pokrenuo operaciju Namjerna sila bombardiranjem srpskih ciljeva velikih razmjera. Zračni napadi trajali su do 20. rujna 1995. i uključivali su napade na 338 pojedinačnih ciljeva.

## Daytonski sporazum i IFOR
Uglavnom kao rezultat bombardiranja pod operacijom Namjerna sila i promjena u situaciji na bojnom polju, zaraćene strane u bosanskom ratu sastale su se u Daytonu, Ohio, u studenom 1995. i potpisale Daytonski mirovni sporazum. Kao dio sporazuma, NATO je pristao osigurati 60.000 vojnika za raspoređivanje u regiji, kao dio Implementacijskih snaga (IFOR), američke oznake Operation Joint Endeavour. Te su snage ostale raspoređene do prosinca 1996., kada su one koje su ostale u regiji prebačene u Stabilizacijske snage (SFOR). Mirovne snage SFOR-a ostale su u Bosni do 2004. godine.

## Daljnje čitanje
- Phillips, R. Cody. Bosnia-Herzegovina: The U.S. Army's Role in Peace Enforcement Operations 1995-2004. United States Army Center of Military History. Washington, D.C.. CMH Pub 70-97-1. Inačica izvorne stranice arhivirana 14. prosinca 2007.